# Ronco (Forlì)

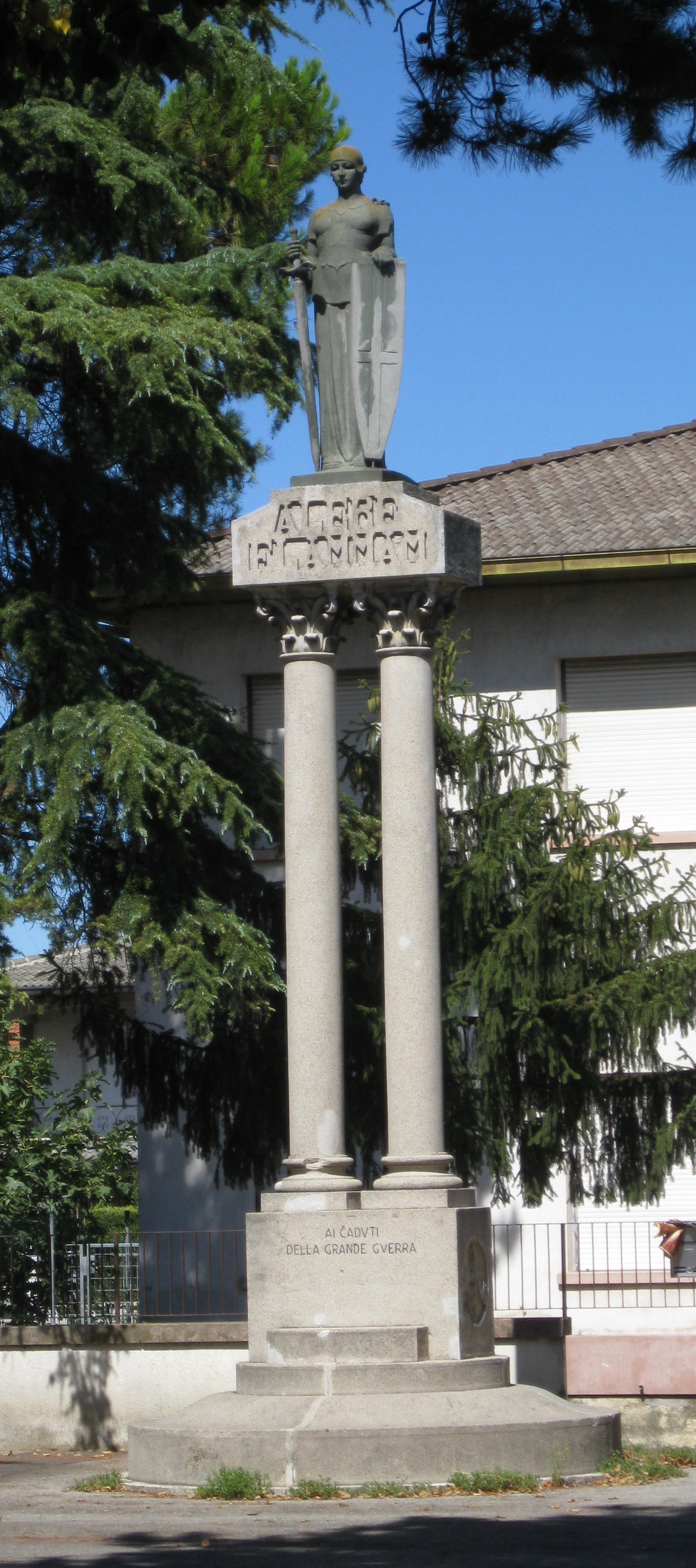
Monumento ai caduti della grande guerra

Ronco è una frazione facente parte della quarta circoscrizione del Comune di Forlì. 
La zona conta 5.849 abitanti ed è lambita dall'omonimo fiume, tra le infrastrutture presenti sul territorio va ricordato l'Aeroporto Civile di Forlì "L. Ridolfi". Conta due parrocchie (San Giovanni Battista in Ronco e Santa Rita in Ronco), una palestra, due alberghi, il Parco di Via Dragoni, pizzerie, esercizi e centri commerciali, asili e scuole. Fino alla prima guerra mondiale era il lido di Forlì: sulle rive del fiume i villeggianti potevano fare il bagno contando su veri e propri stabilimenti balneari. 
La frazione fu sede di una commenda di ospitalieri ed ora è l'ingresso orientale della città, lungo la via Emilia. Subito dopo il ponte sul fiume Ronco ci si trova sul lungo rettilineo (viale Roma) che conduce al centro di Forlì. 
Durante la seconda guerra mondiale, nel settembre del 1944 la zona dell'Aeroporto fu teatro di esecuzioni da parte dei nazifascisti ai danni di persone di origine ebraica, partigiani, antifascisti. I crateri provocati dalle bombe venivano utilizzati come fosse comuni dopo le esecuzioni. In via Seganti è eretto un cippo alla memoria di molti dei caduti, non tutte le salme infatti poterono essere identificate con precisione.
Presso l'aeroporto, sorge il polo aeronautico, composto dall'istituto tecnico aeronautico (ITAER), le facoltà di ingegneria aerospaziale ed ingegneria meccanica dell'Università di Bologna e la scuola per controllore di volo dell'ENAV (Academy). I nomi delle strade ricordano personaggi o fatti legati alla storia del volo, come Francesco Baracca, Icaro, Fratelli Montgolfier, gli Avieri, il 30º Stormo e i Fratelli Zannetti. Il progressivo espandersi delle urbanizzazioni ha reso quella che era la frazione del Ronco una propaggine della città senza interruzioni.

## Storia
La più antica attestazione di cui si abbia conoscenza della zona del Ronco è del 1209 quando il paese, definito Castrum Ronchi (probabilmente per la presenza di un castello, o forse più semplicemente per la presenza di modeste fortificazioni), venne concesso alla chiesa cesenate da Ottone III. Tale lascito fu poi riconfermato da Federico II nel 1220 ed ancora nel 1228 da Gregorio IX. Passato, in un periodo non ben conosciuto, sotto il dominio di Forlì, rimase soggetto alla città fino al 1282 quando le truppe dello Stato Pontificio riuscirono ad espugnarlo. I cronisti locali ci informano che Guido da Montefeltro fece erigere dei bastioni, a testimonianza del fatto che le preesistenti fortificazioni già non dovevano più esistere o, se ancora esistenti, di modesta entità. Fu infatti Guido da Montefeltro a far erigere una bastia sopra il fiume Ronco e dotrala di munizioni, vettovaglie e soldati.

Fotografia che riprende uno scorcio del Ronco nel 1985

La bastia fu demolita nel 1332 dalle truppe pontificie, riedificata ancora per una seconda volta nel 1337. Ma anche questa seconda fortezza deve essere stata abbattuta, in un periodo indeterminato perché, come racconta un anonimo cronista forlivese, mentre i fiorentini nel 1423 si preparavano ad assediare il castello di Zagonara, si fermarono a villa Ronchi, ubi prius castramentati erant (al villaggio del Ronco, dove precedentemente erano presenti delle fortificazioni).
Il castello e le fortificazioni, di cui abbiamo memoria ma non tracce, erano situate con tutta probabilità sul poggio che sovrasta la riva sinistra del fiume Ronco, nello stesso punto dove oggi sorge la chiesa di Ronco.
Nel 1815 durante la guerra austro-napoletana a Ronco fu combattuta l'omonima battaglia nella quale le truppe napoletane di Gioacchino Murat furono sconfitte dagli austriaci di Adam Albert von Neipperg.

## Galleria d'immagini

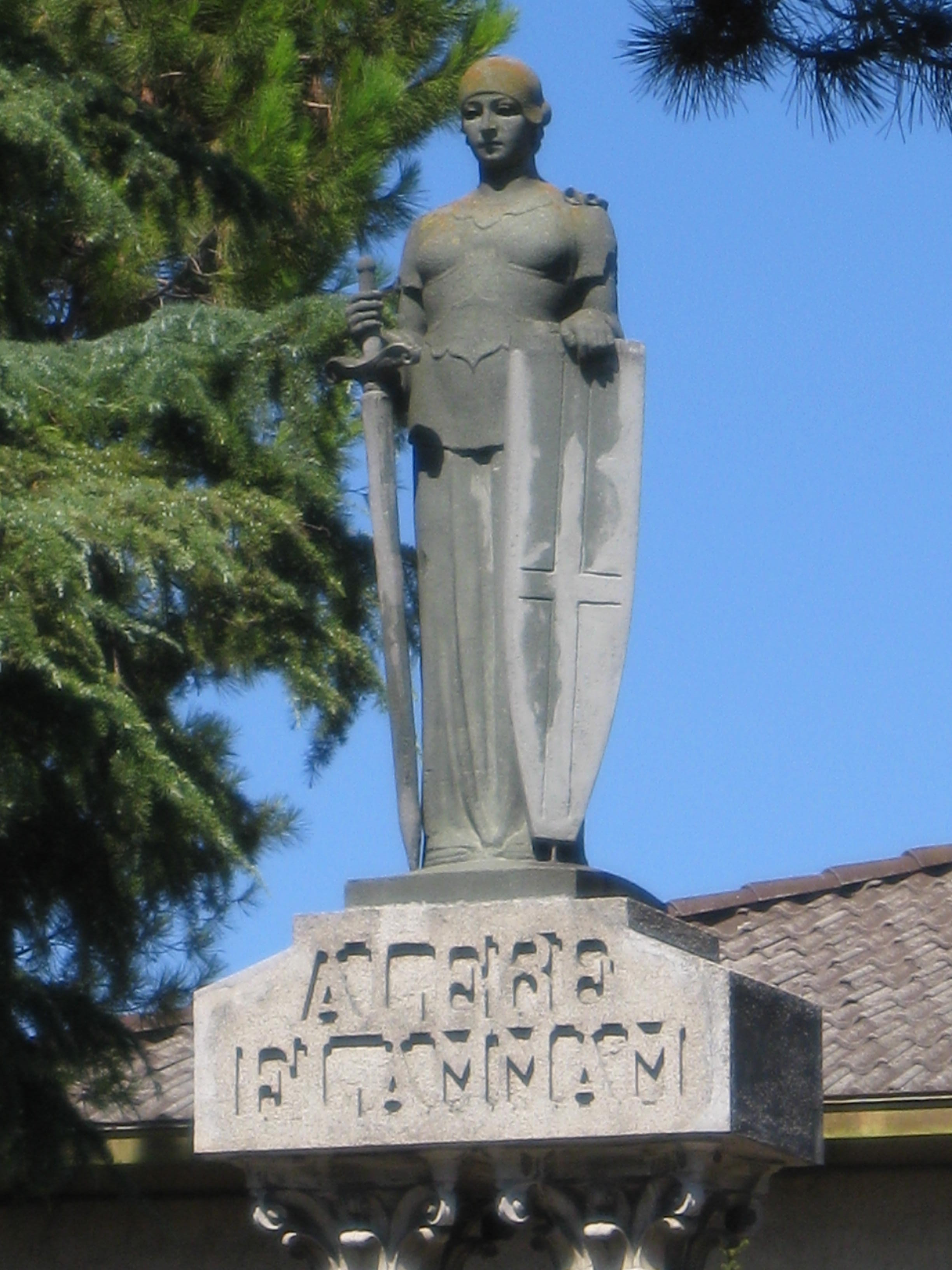
Particolare della statua dei caduti della Grande Guerra
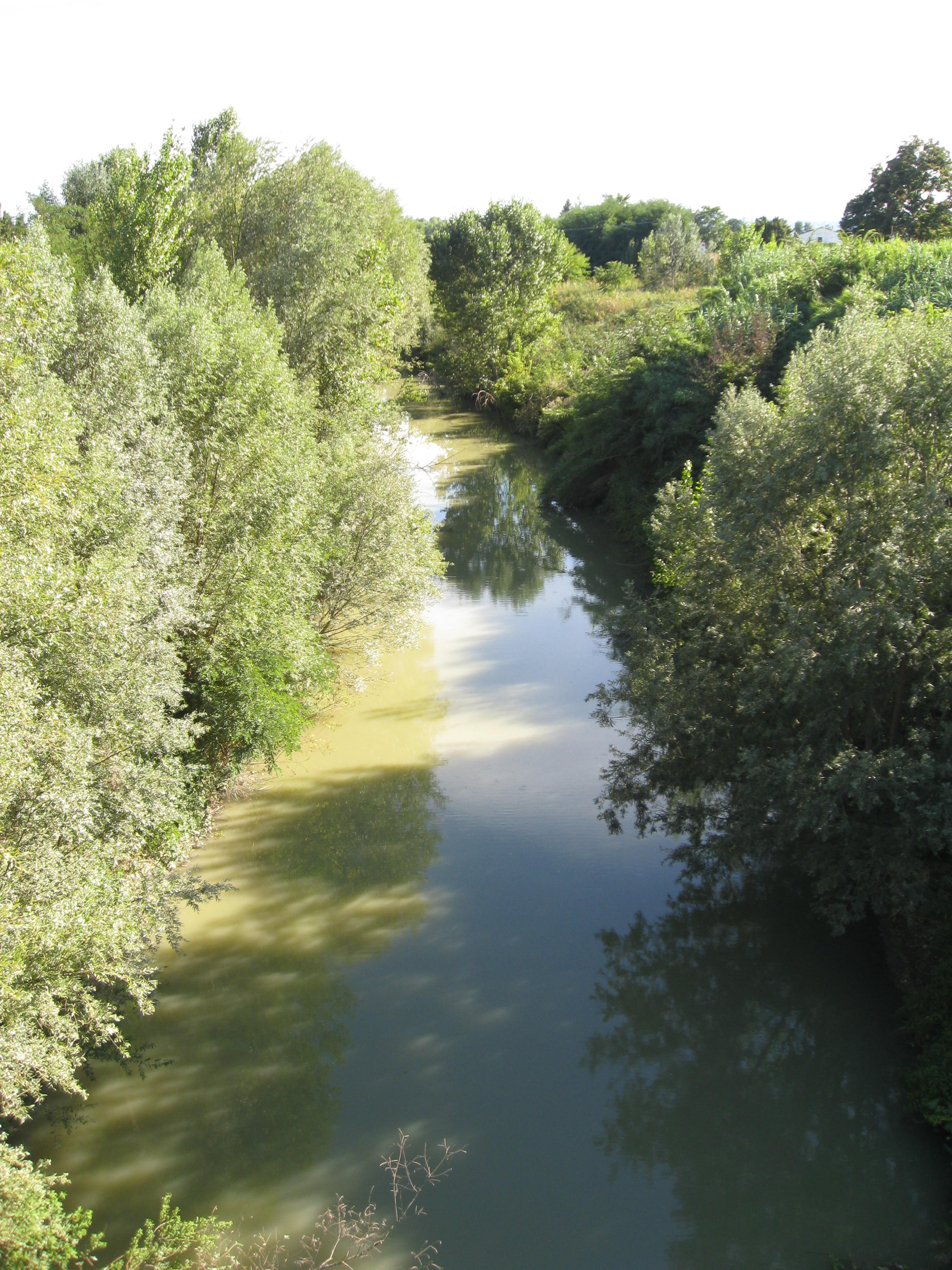
Il fiume Ronco presso il Ronco
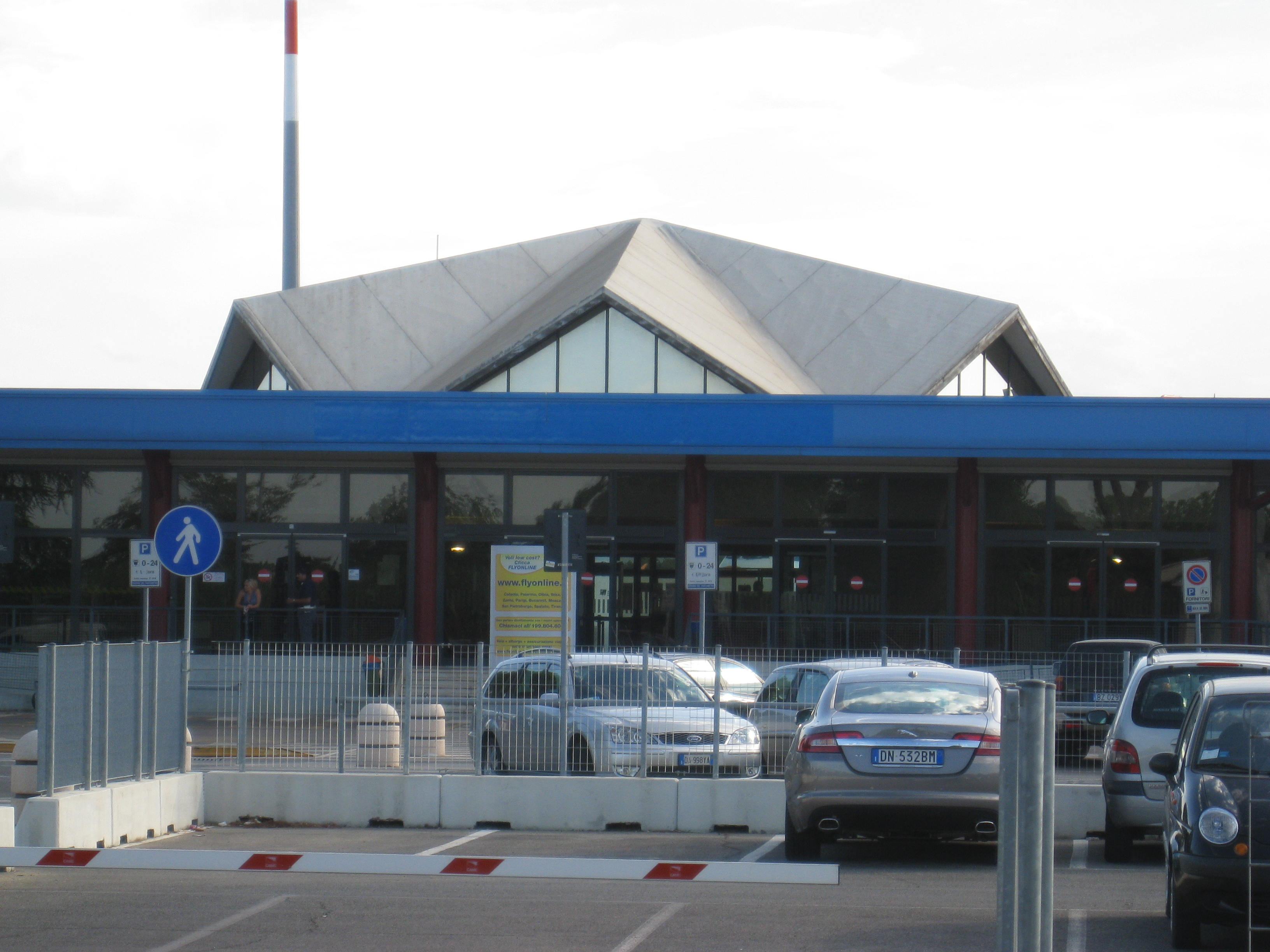
L'aeroporto di Forlì presso il Ronco